# Universidad de San Carlos Club de Fútbol
Maillots
Universidad SC (formellement Universidad de San Carlos, mais plus connu sous « USAC ») est un club de football guatémaltèque situé à Guatemala au Guatemala. Il a été fondé en 1922.